# 5516 Jawilliamson
Az 5516 Jawilliamson (ideiglenes jelöléssel 1989 JK) a Naprendszer kisbolygóövében található aszteroida. Eleanor F. Helin fedezte fel 1989. május 2-án.